# Cugny
Cugny és un municipi francès situat al departament de l'Aisne i a la regió dels Alts de França. L'any 2007 tenia 552 habitants.

## Demografia

### Població
El 2007 la població de fet de Cugny era de 552 persones. Hi havia 206 famílies de les quals 40 eren unipersonals (20 homes vivint sols i 20 dones vivint soles), 67 parelles sense fills, 91 parelles amb fills i 8 famílies monoparentals amb fills.
La població ha evolucionat segons el següent gràfic:
Habitants censats

### Habitatges
El 2007 hi havia 245 habitatges, 208 eren l'habitatge principal de la família, 18 eren segones residències i 19 estaven desocupats. Tots els 243 habitatges eren cases. Dels 208 habitatges principals, 184 estaven ocupats pels seus propietaris, 19 estaven llogats i ocupats pels llogaters i 5 estaven cedits a títol gratuït; 3 tenien una cambra, 9 en tenien dues, 28 en tenien tres, 56 en tenien quatre i 112 en tenien cinc o més. 132 habitatges disposaven pel capbaix d'una plaça de pàrquing. A 74 habitatges hi havia un automòbil i a 120 n'hi havia dos o més.

### Piràmide de població
La piràmide de població per edats i sexe el 2009 era:
| Homes | Edats   | Dones |
| ----- | ------- | ----- |
| 0     | 95 o +  | 0     |
| 0     | 90 a 94 | 0     |
| 0     | 85 a 89 | 4     |
| 0     | 80 a 84 | 8     |
| 4     | 75 a 79 | 12    |
| 8     | 70 a 74 | 16    |
| 12    | 65 a 69 | 12    |
| 16    | 60 a 64 | 4     |
| 4     | 55 a 59 | 12    |
| 12    | 50 a 54 | 4     |
| 28    | 45 a 49 | 24    |
| 24    | 40 a 44 | 44    |
| 20    | 35 a 39 | 8     |
| 20    | 30 a 34 | 16    |
| 12    | 25 a 29 | 12    |
| 16    | 20 a 24 | 20    |
| 24    | 15 a 19 | 28    |
| 20    | 10 a 14 | 8     |
| 24    | 5 a 9   | 24    |
| 8     | 0 a 4   | 12    |

## Economia
El 2007 la població en edat de treballar era de 388 persones, 289 eren actives i 99 eren inactives. De les 289 persones actives 256 estaven ocupades (155 homes i 101 dones) i 33 estaven aturades (13 homes i 20 dones). De les 99 persones inactives 29 estaven jubilades, 26 estaven estudiant i 44 estaven classificades com a «altres inactius».

### Ingressos
El 2009 a Cugny hi havia 213 unitats fiscals que integraven 539 persones, la mediana anual d'ingressos fiscals per persona era de 18.409 €.

### Activitats econòmiques
Dels 8 establiments que hi havia el 2007, 5 eren d'empreses de construcció, 2 d'empreses d'hostatgeria i restauració i 1 d'una empresa classificada com a «altres activitats de serveis».
Dels 6 establiments de servei als particulars que hi havia el 2009, 2 eren lampisteries, 2 electricistes, 1 empresa de construcció i 1 perruqueria.
L'any 2000 a Cugny hi havia 8 explotacions agrícoles.

## Equipaments sanitaris i escolars
El 2009 hi havia una escola elemental integrada dins d'un grup escolar amb les comunes properes formant una escola dispersa.

## Poblacions més properes
El següent diagrama mostra les poblacions més properes.